# Witthüser & Westrupp
Witthüser & Westrupp waren ein deutsches Liedermacher-Duo aus Essen, das von 1969 bis 1973 bestand. Die Musiker Bernd Witthüser (1944–2017) und Walter Westrupp (* 1946) hatten ihre Wurzeln in der Folk- und Protestsong-Bewegung. Ihre gemeinsamen Titel hatten zunächst makabere, später überwiegend psychedelische Elemente. Ihr bekanntestes Album wurde das Konzeptalbum Der Jesuspilz von 1971.

## Werdegang
Bernd Witthüser, der als „Protestsänger des Ruhrgebiets“ Texte des Essener Journalisten Thomas Rother vertonte und sang, sowie der Multiinstrumentalist Walter Westrupp, beide aus der Essener Folkszene, lernten sich 1967 im Essener „City Club“ kennen und arbeiteten danach gemeinsam im Essener Künstler-Kellerlokal „Podium“. 1968 wirkte Witthüser als Geschäftsführer der von Rolf-Ulrich Kaiser, Tom Schroeder, Henryk M. Broder, Reinhard Hippen und anderen initiierten Internationalen Essener Songtage mit, wo er selbst auch auftrat. Danach gründete er gemeinsam mit Westrupp die „1. Essener Kommune“, sie zogen gemeinsam als erste Essener Hippies durch die Stadt, erfanden die Teebeutelhochhebmaschine TEHOMA und fielen durch allerlei Nonsens-Aktionen auf.
1969 begannen sie zusammen Musik zu machen. Anfangs als Bernd Witthüser Sing- und Spielgemeinschaft (SuSG), dann als W & Ws Pop-Cabaret und ab 1970 als Duo Witthüser & Westrupp traten sie gemeinsam bis 1973 auf. Sie komponierten und spielten in dieser Zeit div. LPs und Singles ein, und ihre Titel erschienen auf unzähligen Kollektionen und Samplern. Sie waren häufig im Fernsehen und Radio zu Gast und traten auf diversen Festivals auf. Mit ihrer „Trips-und-Träume“-Musik gaben sie den deutschen Kiffern eigene Songs in der Landessprache mit auf den Weg und landeten damit auf den Indizes der Radiostationen, wurden beim Deutschen Musikpoll 1971 der Zeitschrift Schallplatte von den deutschen Musikjournalisten auf den 3. Platz bei den deutschsprachigen Gesangsduos gewählt, bespielten Künstlerkeller, Liedermacherkneipen, Kabarettbühnen und traten bei zahlreichen Festivals auf. Sie absolvierten mit ihrer „Jesus Oper“ eine Tour durch 100 deutsche Kirchen sowie eine Deutschlandtournee zusammen mit der deutschen Hardrock-Band Wallenstein.
Sie waren sowohl beim „Tarot“-Projekt von Walter Wegmüller wie auch dem elektronischen Improvisationsprojekt Lord Krishna von Goloka des Schweizer Autors und Publizisten Sergius Golowin als Studiomusiker beteiligt und arbeiteten als solche bei Produktionen befreundeten Musikern und Gruppen aus dem „Kaiser“-Kosmos mit.
Parallel zu den Studioarbeiten waren Witthüser & Westrupp regelmäßig auf Tournee. Sie spielten in Clubs und auf Kabarett-Bühnen (z. B. im Mainzer Unterhaus). In Berlin traten sie mit Ingo Insterburg, Reinhard Mey, Ulrich Roski, Schobert & Black und Hannes Wader auf. Sie spielten auf diversen Pop- und Blues-Festivals, so auch auf dem Fehmarn-Festival am 6. September 1970, wo sie vor Jimi Hendrix auftraten. Sie absolvierten diverse Fernsehauftritte, u. a. zusammen mit Insterburg & Co. und Franz Josef Degenhardt. Ebenfalls zu hören waren die Musiker auf Produktionen von Hoelderlin, Jerry Berkers und Bröselmaschine.
Im März 1973 löste sich Witthüser & Westrupp auf. Witthüser reiste nach Indien, ging anschließend nach Berlin und später nach Italien, wo er lange als Straßensänger lebte. Westrupp ließ sich wieder in Essen nieder und eröffnete sein Kunstgewerbegeschäft „Dabbelju“.
Ende 1973 wurde eine Live-Doppel-LP mit Konzertmitschnitten aus Freiburg und Koblenz veröffentlicht. Diese letzte LP des Duos wurde von Dieter Dierks abgemischt und von Rolf-Ulrich Kaiser und Gille Lettmann produziert. Darauf enthalten waren Musikstücke aus allen vier W&W-Programmen wie auch Lieder, die auf keiner der vorherigen LPs veröffentlicht worden waren: ein Querschnitt durch die ganze gemeinsame Schaffensperiode der beiden Musiker. Eine DVD, die von Westrupp 2005 noch einmal überarbeitet und unter dem Titel Als wäre es gestern erst gewesen veröffentlicht wurde, zeigt den Werdegang der beiden Musiker anhand von alten Fernsehaufzeichnungen, Dokumentationen und Bildern von 1968 bis 2003 (inkl. Otto & Bernelli und Walter h.c. Meier Pumpe) einschließlich der Geschichte ihrer Erfindung (der Teebeutelhochhebmaschine – TEHOMA). 2018 erschien bei Sireena Records ein Live-Mitschnitt der Generalprobe der Jesuspilz-Oper von Oktober 1971.
Die Geschichte des Duos wird ausführlich in Walter Westrupps Online-Buch 68er nach Noten beschrieben.

## Werk
- Lieder von Vampiren, Nonnen und Toten: Die erste LP Lieder von Vampiren, Nonnen und Toten wurde im März 1970 in Hamburg aufgenommen und behandelte thematisch das Leben, Sterben und den Tod. Sie erschien auf dem gerade neu gegründeten Label Ohr von Rolf-Ulrich Kaiser. Neben eigenen Texten wurden Gedichte von Heinrich Heine, Novalis, Thomas Rother und Baltus Brösel vertont. Die Musik stammte ausschließlich von Witthüser & Westrupp. Fälschlicherweise wurde auf dem Frontcover nur Bernd Witthüser genannt. Die Instrumentierung war vielfältig, ausschließlich akustisch und – im Gegensatz zu den folgenden LPs – sparsam und einfach gehalten. Ihre Bühnenshow bestand zu dieser Zeit aus nur einem roten und einem grünen Licht – abwechselnd für Liebes- und Sarglieder. Zur Präsentation ihrer LP ließen sich die beiden Musiker stilgerecht in Särgen auf die Bühne tragen.[3]
- Trips und Träume: Trips und Träume, W & Ws zweite LP, wurde im März 1971 in Stommeln im Studio von Dieter Dierks eingespielt. Sie entstand unter Mithilfe der Musiker Bernd Roland und Renée Zucker. Produzenten waren Rolf-Ulrich Kaiser und Gille Lettmann. Die LP erschien ebenfalls auf dem Ohr-Label. Der Titel war Programm: auf dem Album befinden sich Reiseberichte (u. a. Laßt uns auf die Reise gehen, ein Text von Thomas Rother) sowie Nimm einen Joint, mein Freund, der zu den bekanntesten Songs der Band zählt. Ihr gleichnamiges Live-Programm war gespickt mit Nonsens-Texten, indischen Märchen und Geschichten von gemeinsamen Trips und Wanderungen durch seltsame wundersame Landschaften und wandte sich – genau wie die LP – an „positiv“ Ausgeflippte.[4]
- Der Jesuspilz – Musik vom Evangelium: Die dritte LP, das Konzeptalbum Der Jesuspilz – Musik vom Evangelium, wurde im August 1971 zwar im Schatten der Jesus-People-Bewegung produziert, hatte aber andere Wurzeln. Basis war das Buch Geheimkult des heiligen Pilzes von John Marco Allegro. Der Grundgedanke für diese LP war, die Bibel neu zu interpretieren. So wurde der „Brösel“ zur Uressenz des Lebens erklärt und seine Geschichte von der Schöpfung bis in die Neuzeit erzählt. Jesus spricht seine Jünger mit „Jungs“ an. Die Bibeltexte 1. Mose 1 (Schöpfung), Lukas 3,21–22; 6,13 (Erleuchtung und Berufung), Lukas 9,12–17 (Versammlung), Markus 4,26–32 (Bekenntnis) und Markus 16,15 (Die Aussendung) wurden dabei von Witthüser & Westrupp musikalisch umgesetzt und neu erzählt. Einige Lieder der Oper wie z. B. Der Sündenfall, Auferstehung und Himmelfahrt und Vision 1. schafften es nicht auf die LP und wurden – bis auf Vision 1 (Bauer Plath) und der Sündenfall (als Der Teufel bei Walter Wegmüllers Tarot-Produktion) – nie veröffentlicht. Aufgenommen wurde wieder im Studio Dierks in Stommeln, wobei Dieter Dierks als Musiker und Produzent mitwirkte. Weitere Produzenten waren Rolf-Ulrich Kaiser und Gille Lettmann. Das Album erschien auf dem Tochterlabel von Ohr, dem ebenfalls von Rolf-Ulrich Kaiser gegründeten Label Pilz. Die Uraufführung der „Jesusoper“ fand in der Apostel-Kirche in Essen statt. Das Medienecho war groß, so dass das Duo in über hundert Kirchen der Bundesrepublik sowie in vielen Fernsehsendungen auftrat.[5]
- Bauer Plath: Nachdem W & W mit der Musik vom Evangelium durch ganz Deutschland getourt waren, zogen sie sich in die Abgeschiedenheit des kleinen Dorfes Dill im Hunsrück zurück. Hier entstand die vierte LP Bauer Plath. Gewidmet wurde sie ihrem Vermieter und trägt dessen Namen. Die Texte basierten auf deutschen und indischen Märchen sowie den Büchern von J. R. R. Tolkien und Carlos Castaneda, die Musik stammte ausschließlich von Witthüser & Westrupp. Die LP wurde im Juni/Juli 1972 im Studio Dierks in Stommeln aufgenommen. Produziert wurde die LP erneut von Rolf-Ulrich Kaiser und Gille Lettmann. Als Gastmusiker wirkten Jürgen Dollase, Jerry Berkers, Tommy Engel, Harald Grosskopf, Bill Baron, Gille Lettmann, Antje Dahlhaus und Dieter Dierks mit. Bauer Plath erschien ebenfalls auf dem Pilz-Label.[6]

## Diskografie
- 1970: Lieder von Vampiren, Nonnen und Toten – Bernd Witthüser, LP: Ohr OMM 56.002; CD: OHRCD 56002
- 1970: Einst kommt die Nacht / Wer schwimmt dort, Single, OHR OS 57002
- 1970: Ohrenschmaus, Sampler, Do-LP, OMM 2/56.006
- 1971: Trips + Träume, LP: Ohr OMM 556 016; CD: OHRCD 556016
- 1971: Nimm einen Joint, mein Freund, Single, OHR 57004
- 1971: Mitten ins Ohr Sampler, Do-LP, OHR OMM 2/56018
- 1971: Der Jesuspilz – Musik vom Evangelium – Witthüser & Westrupp, LP: Pilz OHR 2021098-7; CD: 2021098-2
- 1971: Die Erleuchtung, Die Aussendung, Single, Pilz 05 19041-7
- 1971: Magical Land / Crazy Inspiration (W & W unter dem Pseudonym „The Magic Group“) Single, BASF 05-15012-1
- 1972: Bauer Plath – Witthüser & Westrupp, LP: Pilz 20 29115-4; CD: 2029115-2
- 1972: Bauer Plath / Lied der Liebe, Single, Pilz 05 19 134-0
- 1972: Rapunzel (Mitwirkung W & W) Sampler, LP, OHR & Pilz 20 29 116-2
- 1973: Lord Krishna von Goloka – Sergius Golowin, LP, Kosmische Kuriere KK 58002
- 1973: Tarot – Walter Wegmüller, Do-LP, Kosmische Kuriere KK 2/58.003
- 1973: Live 68–73 – Witthüser & Westrupp, Do-LP: Kosmische Musik KM 2/58.004; CD: OHR 69002-2
- 1980: Witthüser & Westrupp – ZXY Box 1 (3 LP, ZYX)
- 1995: Die Witthüser & Westrupp CD-Collection, CD, ZYX-Music, ZYX CD 80.026
- 2000: Krautrockzeit – (mit W & W), Sampler, 2 CDs, ZYX 81282-2
- 2004: Macht das Ohr nochmal auf… (mit W & W) CD, ZYX, OHR 70050-2
- 2004: …als wäre es gestern erst gewesen, W & W, DVD, Eigenregie, WWDVD1
- 2008: Krautrock – Music for Your Brain (mit W & W), div. CDs, Target Music 06024 9831762
- 2018: Der Jesuspilz Live, W & W, LP, Sireena Records, SIR 4045
- 2020: Innovative Jahre des Krautrock (mit W & W) 4 Do-CDs, Verlag Bear Family, BCD17622 [361141]
- 2020: Experimental German Rock 71-83 (mit W & W), 3 LPs, Soul Jazz Records SJR LP459
- 2021: Krautrock 2 – (mit W & W), 2 DVD, Romantic Warriors USA, progdocs.com